# Brockenhaus (Brocken)

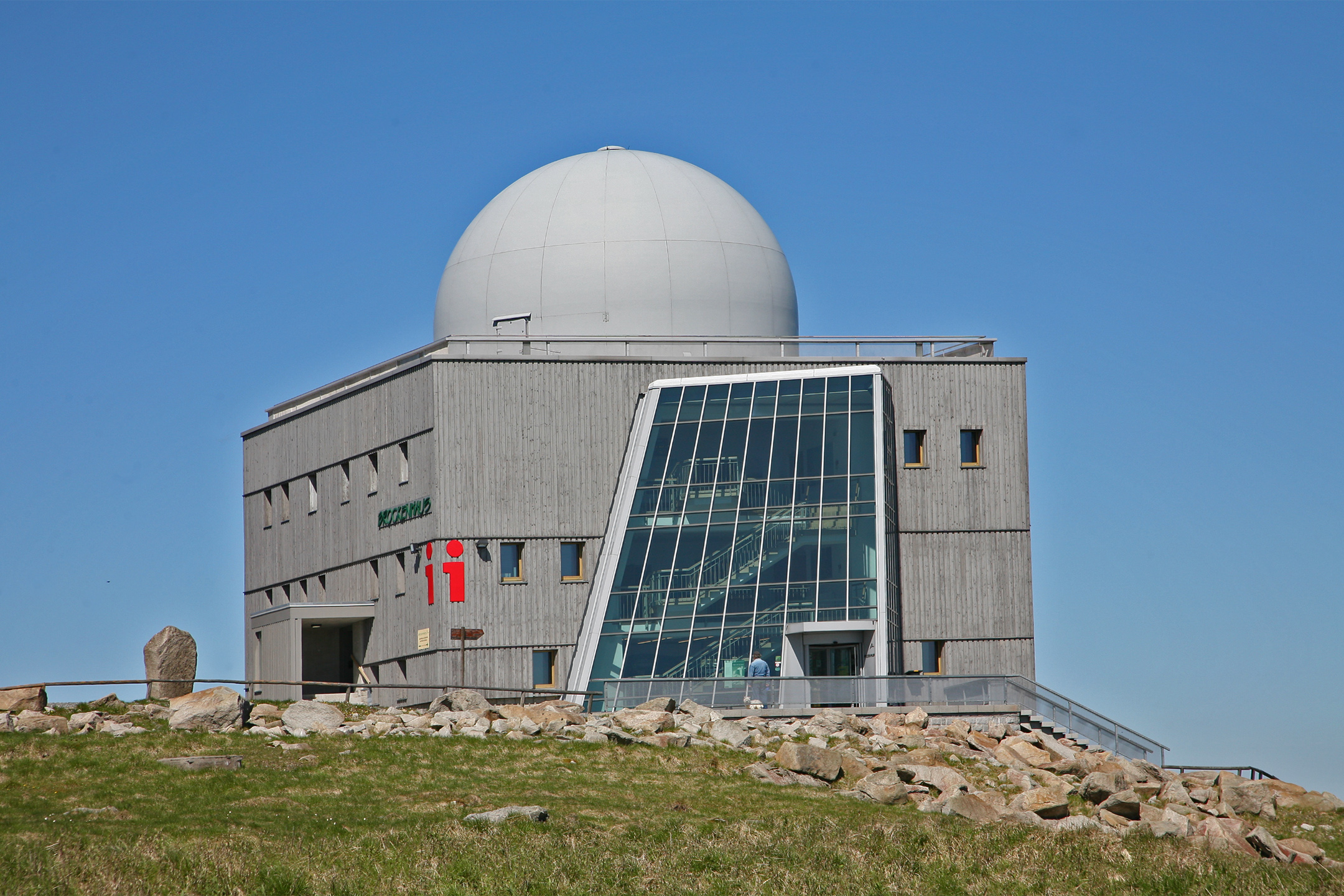
Brockenhaus (2010)

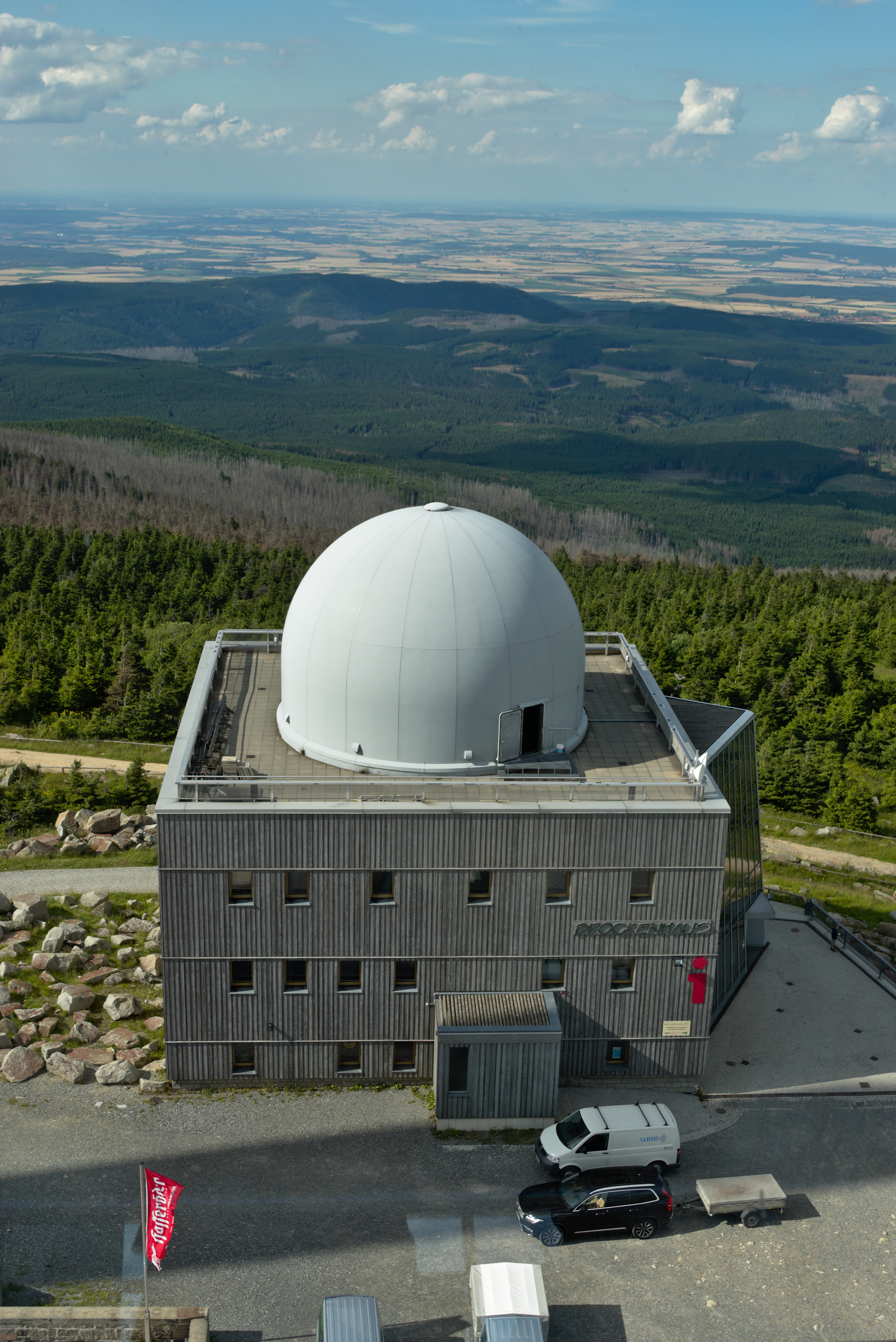
Blick von der Aussichtsplattform des heutigen Brockenhotels (2016)

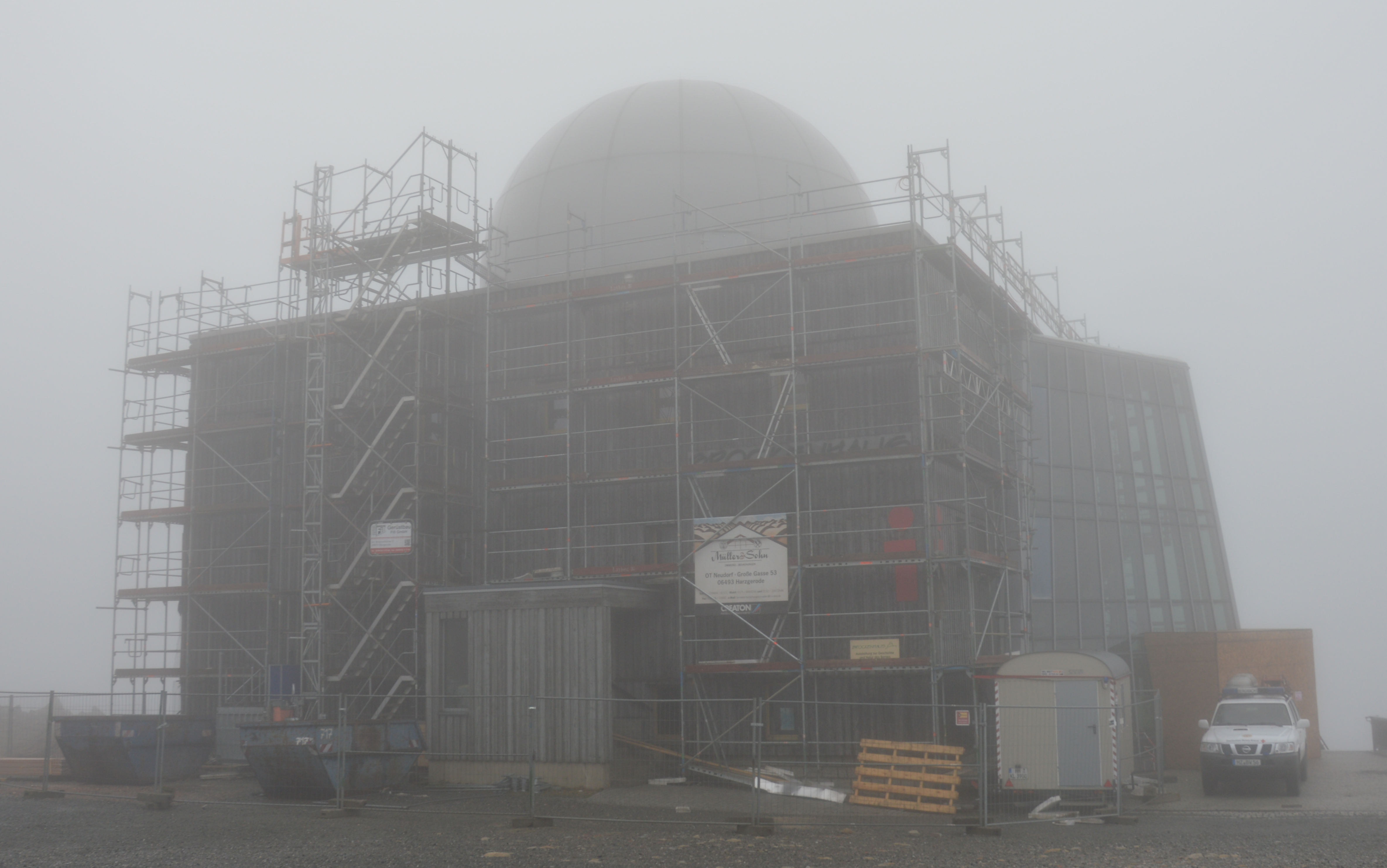
Brockenhaus während Bauarbeiten (Oktober 2017)

Das Brockenhaus ist ein Gebäude auf dem Gipfel des Brockens im Harz in Sachsen-Anhalt. Es dient als Besucherzentrum des Nationalparks Harz und Museum.

## Geschichte und Ausstellung
Seit 1753 wurden ausweislich der überlieferten Gästebücher der Brockenwirte verschiedene auf dem Brocken errichtete Gebäude als Brockenhaus bezeichnet, aus denen letztlich das im Zweiten Weltkrieg zerstörte Brockenhotel hervorging. Das heutige dreigeschossige Brockenhaus entstand ab 1983 und diente als Abhöranlage des Ministeriums für Staatssicherheit der DDR. Aufgrund der für die Abhörtechnik auf dem Haus errichteten markanten, weithin sichtbaren Kuppel erhielt das Gebäude im Volksmund den Namen „Brocken-Moschee“ oder auch „Stasi-Moschee“.
Nachdem der Brockengipfel ab dem 3. Dezember 1989 wieder öffentlich zugänglich war, eröffnete der Brockenwirt Hans Steinhoff im Gebäude das Café Hexenklause. Am 1. Juni 1993 wurde das zuvor provisorisch betriebene Brockenmuseum in das Brockenhaus verlegt. Das Museum war am 1. Juni 1991 als Teil des Wernigeröder Harzmuseums in einer alten, nicht beheizbaren, später abgerissenen weiteren Radarkuppel begründet worden und zählte jährlich etwa 125.000 Besucher. Es zeigte dort auf Schautafeln Informationen zur Brockennatur, aber auch Abhörtechnik und das älteste Stück Schiene der Brockenbahn. Nach dem Umzug belegte das Museum eine Etage des Brockenhauses. Museumsleiter war Gerd Borchert. Die Ausstellung wurde erweitert und thematisierte die Geschichte des Brockens, die Entwicklung des Nationalparks und die Brockenmystik mit ihren Teufeln und Hexen.
Im August 1998 begann der Umbau des Hauses, der bereits 1993 angekündigt worden war. Die Einweihung des heutigen Museums erfolgte im Juni 2000. Beim Umbau erhielt das Gebäude einen gläsernen, sich über alle drei Geschosse erstreckenden Anbau. Teil des Museums sind die in der Kuppel erhaltenen und zu besichtigenden historischen Antennenanlagen. Auch das Dach des Brockenhauses ist begehbar. Außerdem wurde ein Café eingerichtet. In den Ausstellungsräumen wurde eine wieder erweiterte moderne Ausstellung eingerichtet. Als Träger des Museums fungiert eine vom Land Sachsen-Anhalt und dem Landkreis Wernigerode gegründete gemeinnützige Gesellschaft.
Das Brockenhaus ist als Stempelstelle Nummer 9 in das System der Harzer Wandernadel integriert. Im Haus ist außerdem eine Erste-Hilfe-Station der Bergwacht untergebracht.